# Щербина Олексій Романович
Олексій Романович Щербина (1898, село Миколаївка Катеринославської губернії, тепер Новомосковського району Дніпропетровської області — 5 лютого 1984, селище Губиниха Новомосковського району Дніпропетровської області) — український радянський діяч, голова колгоспу імені Чкалова Новомосковського району Дніпропетровської області. Герой Соціалістичної Праці (4.03.1949). Депутат Верховної Ради УРСР 4-го скликання. Член Ревізійної Комісії КПУ в 1954—1960 р.

## Біографія
Народився в бідній селянській родині. З 1916 року працював робітником хлібопекарні в місті Катеринославі. Брав участь у партизанському русі, служив у Червоній армії під час громадянської війни 1918—1920 років.
З 1921 року працював у власному бідняцькому господарстві.
З 1927 року — голова комітету незаможних селян, з 1928 року — організатор і керівник першої в Новомосковському районі сільськогосподарської комуни «Дніпрельстан» села Миколаївки.
Член ВКП(б) з 1929 року.
У 1933—1941 роках — секретар партійного комітету колгоспу; секретар Новомосковського районного комітету КП(б)У Дніпропетровської області; завідувач Новомосковського районного земельного відділу; директор міжрайонної бази.
Під час німецько-радянської війни перебував у евакуації. У 1941—1942 роках — голова колгоспу в Ростовській області РРФСР. У 1942 році евакуював цей колгосп в Актюбінську область Казахської РСР, працював агротехніком і секретарем партійної організації колгоспу.
У 1944—1956 роках — голова колгоспу імені Чкалова села Миколаївки Новомосковського району Дніпропетровської області. Організатор спеціалізованих сільськогосподарських бригад за напрямками сільськогосподарського виробництва.
У 1956—1962 роках — голова колгоспів імені Котовського та «Червоний партизан» Новомосковського району, голова виконавчого комітету сільської рад села Губинихи Новомосковського району Дніпропетровської області. 
З 1962 року — персональний пенсіонер союзного значення у селищі Губиниха Новомосковського району Дніпропетровської області.
Помер після важкої тривалої хвороби.

## Нагороди
- Герой Соціалістичної Праці (4.03.1949)
- орден Леніна (4.03.1949)
- медаль «За доблесну працю у Великій Вітчизняній війні 1941—1945 рр.»
- медалі
- лауреат Сталінської премії III ст. (1951)